# La Chapelle-au-Moine
La Chapelle-au-Moine is een gemeente in het Franse departement Orne (regio Normandië) en telt 633 inwoners (1999). De plaats maakt deel uit van het arrondissement Argentan.

## Geografie
De oppervlakte van La Chapelle-au-Moine bedraagt 5,3 km², de bevolkingsdichtheid is 119,4 inwoners per km².
De onderstaande kaart toont de ligging van La Chapelle-au-Moine met de belangrijkste infrastructuur en aangrenzende gemeenten.

## Demografie
Onderstaande figuur toont het verloop van het inwonertal (bron: INSEE-tellingen).